# Сталинградский фронт
Сталингра́дский фронт (лат. frons «лоб», передняя сторона) — временное формирование, оперативно-стратегическое объединение войск (сил) РККА Вооружённых Сил Советского Союза, на Восточно Европейском театре войны, предназначенное для обороны Сталинграда и прилегающих к нему территорий, проведения стратегических операций по уничтожению крупной группировки ВС Германии, её сателлитов и союзников.
Сталингра́дский фронт сформировывался дважды:
- Сталингра́дский фронт' (1-го формирования) был образован 12 июля 1942 года на базе полевого управления войск Юго-Западного фронта, в составе 21-й, 62-й, 63-й и 64-й армий, под командованием Маршала Советского Союза С. К. Тимошенко. В связи с тем, что наступавшими войсками противника этот фронт был отрезан от Сталинграда и оттеснён на север, 30 сентября 1942 года Сталинградский фронт (1-го формирования) был переименован в Донской фронт.
- Сталинградский фронт (2-го формирования) был создан сразу же после переименования первого Сталинградского фронта: 30 сентября 1942 года фактически оборонявший Сталинград Юго-Восточный фронт был переименован в Сталинградский фронт (2-го формирования), который через три месяца, 1 января 1943 года был ликвидирован.

## История

### Сталинградский фронт (1-го формирования)
Директивой Ставки Верховного Главнокомандования № 170495 от 12 июля 1942 года Юго-Западный фронт был переименован в Сталинградский фронт. Военный совет Юго-Западного фронта с фронтовым управлением были перемещены из Калача в Сталинград. В состав Сталинградского фронта были включены 62-я (бывшая 7-я резервная), 63-я (бывшая 5-я резервная), 64-я (бывшая 1-я резервная) и 21-я армия.
Перед Сталинградским фронтом (1-го формирования) стояла задача: обороняясь в полосе шириной 520 км, силами 62-й и 64-й армий, двух морских стрелковых бригад, восемнадцати артиллерийско-пулемётных уровских батальонов, курсантов восьми училищ, прибывающих с Северного Кавказа, прочно занять Сталинградский рубеж западнее реки Дон и ни при каких условиях не допустить прорыва противника восточнее этого рубежа в сторону Сталинграда. Силами 63-й армии оборонять восточный берег реки Дон на занимаемом ею участке и ни при каких условиях не допустить форсирования противником Дона. 21-ю армию подтянуть в район Серафимовича и восточнее его на северном берегу р. Дон, примкнув ее правый фланг к флангу 63-й армии и левый фланг к флангу 62-й армии, с задачей ни в коем случае не допустить форсирования противником реки Дон на этом участке и прочно обеспечить стык 62-й и 63-й армий.
В связи с прорывом немецкими войсками советского фронта на юго-западном направлении Сталинградский фронт получил задачу остановить противника, не допустить его к Волге, прочно оборонять рубеж по реке Дон.
17 июля 1942 года авангард 6-й немецкой армии встретился с передовыми отрядами 62-й и 64-й армий, выдвинутыми на дальние подступы к Сталинграду.
В начальный период оборонительных действий под Сталинградом советские войска превосходили противника по количеству дивизий — в 1,6 раза, по личному составу — в 1,1 раза, по артиллерии — в 2,3 раза, по танкам — в 2,7 раза, по количеству самолётов — уступали в 1,1 раза.
Бои передовых отрядов явились началом Сталинградской битвы 1942—1943 годов. После 6 дней боёв на этом рубеже противник вынужден был развернуть часть главных сил 6-й армии. Через две недели с кавказского направления на сталинградское была переброшена 4-я танковая армия.
В связи с возросшей шириной полосы обороны (около 800 км) фронт 7 августа 1942 года из южного крыла Сталинградского фронта (1-го формирования), директивой Ставки ВГК № 170554 от 5 августа 1942 года, был выделен вновь образованный Юго-Восточный фронт (51-я, 57-я и 64-я армии). В составе Сталинградского фронта (1-го формирования) были оставлены 21-я, 62-я, 63-я, 4-я танковая, 16-я воздушная армии.
10 августа, директивой Ставки ВГК № 170562 от 9 августа 1942 года, Сталинградский фронт был подчинён командующему войсками Юго-Восточного фронта.
30 августа, после прорыва внешнего обвода и выхода вермахта севернее Сталинграда, 62-я армия была передана Юго-Восточному фронту.
В связи с тем, что наступавшими войсками противника Сталинградский фронт (1-го формирования) был отрезан от Сталинграда и оттеснён на север, на основании приказа Ставки ВГК № 994209 от 28 сентября 1942 года из состава Сталинградского фронта (1-го формирования) был образован Донской фронт с непосредственным подчинением его Ставке ВГК. В состав фронта были переданы: 21-я, 24-я, 63-я, 66-я, 1-я гвардейская и 4-я танковая армии. Переформирование было завершено 30 сентября 1942 года.

### Сталинградский фронт (2-го формирования)
30 сентября 1942 года, на основании приказа Ставки ВГК № 994209 от 28 сентября 1942 года, и из состава Юго-Восточного фронта был образован Сталинградский фронт (2-го формирования) с непосредственным подчинением его Ставке ВГК. В состав фронта были включены: 28-я, 51-я, 57-я, 62-я и 64-я армии.
На рассвете 20 ноября 1942 года советские войска перешли в контрнаступление под Сталинградом, началась операция «Уран». 51-я и 57-я армии Сталинградского фронта в первый день операции прорвали оборону 4-й румынской армии, а к исходу 22 ноября разгромили 6-й румынский армейский корпус (только пленных захвачено свыше 10 000 солдат и офицеров) и вырвались на оперативный простор. В прорыв вошли танковые и кавалерийские корпуса. К исходу дня 23 ноября передовые части фронта вышли с боями к городе Калач-на-Дону, встретив там наступавшие навстречу с севера части Юго-Западного фронта и тем самым замкнули ударом с юга кольцо окружения вокруг 6-й немецкой армии под Сталинградом.
В декабре 1942 года войска Сталинградского фронта с боями оттесняли внешнее кольцо окружения как можно дальше от Сталинграда. С 12 по 25 декабря в заснеженных степях юго-западнее Сталинграда войска фронта отражали попытку спешно созданной немецкой группы армий «Дон» Э. фон Манштейна деблокировать окруженную группировку, в ходе Котельниковской оборонительной операции остановив её натиск в 40 километрах от войск Паулюса, а к 25 декабря отбросили её с большими потерями в танках на исходные рубежи.
1 января 1943 года, на основании директивы Ставки ВГК № 170720 от 30 декабря 1942 года, Сталинградский фронт был ликвидирован, штаб и фронтовое управление Сталинградского фронта (2-го формирования) были преобразованы в штаб и фронтовое управление Южного фронта (2-го формирования). 2-я гвардейская, 51-я и 28-я армия были переданы в состав Южного фронта, 57-я, 62-я и 64-я армии — в состав Донского фронта.

## Состав

### Состав на 20 ноября 1942 года у Сталинграда
| - 62-я армия - 13-я гвардейская стрелковая дивизия - 34-й гвардейский стрелковый полк - 39-й гвардейский стрелковый полк - 42-й гвардейский стрелковый полк - 32-й гвардейский артиллерийский полк - 37-я гвардейская стрелковая дивизия - 109-й гвардейский стрелковый полк - 114-й гвардейский стрелковый полк - 118-й гвардейский стрелковый полк - 86-й гвардейский артиллерийский полк - 39-я гвардейская стрелковая дивизия - 112-й гвардейский стрелковый полк - 117-й гвардейский стрелковый полк - 120-й гвардейский стрелковый полк - 87-й гвардейский артиллерийский полк - 45-я стрелковая дивизия - 10-й стрелковый полк - 61-й стрелковый полк - 253-й стрелковый полк - 178-й артиллерийский полк - 95-я стрелковая дивизия - 90-й стрелковый полк - 161-й стрелковый полк - 241-й стрелковый полк - 57-й артиллерийский полк - 112-я стрелковая дивизия - 385-й стрелковый полк - 416-й стрелковый полк - 524-й стрелковый полк - 436-й артиллерийский полк - 138-я стрелковая дивизия - 344-й стрелковый полк - 650-й стрелковый полк - 768-й стрелковый полк - 295-й артиллерийский полк - 193-я стрелковая дивизия - 685-й стрелковый полк - 883-й стрелковый полк - 895-й стрелковый полк - 384-й артиллерийский полк - 284-я стрелковая дивизия - 1043-й стрелковый полк - 1045-й стрелковый полк - 1047-й стрелковый полк - 820-й артиллерийский полк - 308-я стрелковая дивизия - 339-й стрелковый полк - 347-й стрелковый полк - 351-й стрелковый полк - 1011-й артиллерийский полк - Приданы 62-й армии: - 42-я стрелковая бригада - 92-я стрелковая бригада - 115-я стрелковая бригада - 124-я стрелковая бригада - 149-я стрелковая бригада - 160-я стрелковая бригада - 84-я танковая бригада - 200-й танковый батальон - 201-й танковый батальон - 506-й отдельный танковый батальон 235-й танковой бригады - 266-й пушечный артиллерийский полк - 457-й пушечный артиллерийский полк - 1103-й пушечный артиллерийский полк - 397-й истребительно-противотанковый артиллерийский полк - 499-й истребительно-противотанковый артиллерийский полк - 502-й истребительно-противотанковый артиллерийский полк - 141-й миномётный полк (без одного дивизиона) - 19-й гвардейский миномётный полк - 51-й гвардейский миномётный полк - 83-й гвардейский миномётный полк - 89-й гвардейский миномётный полк - 92-й гвардейский миномётный полк - 223-й зенитный артиллерийский полк - 242-й зенитный артиллерийский полк - 326-й отдельный инженерный батальон - 327-й отдельный инженерный батальон - 64-я армия - 7-й стрелковый корпус - 93-я стрелковая бригада (по состоянию на 11/11/42) - 4 стрелковых батальона (от 900 до 1000 чел.) - 1 пулемётный батальон - 1 миномётный дивизион - 1 артиллерийский дивизион (20 76.2-мм пушек) - 96-я стрелковая бригада (по состоянию на 11/11/42) - 4 стрелковых батальона - 1 пулемётный батальон - 1 миномётный дивизион - 1 артиллерийский дивизион (20 76.2-мм пушек) - 97-я стрелковая бригада (по состоянию на 11/11/42) - 4 стрелковых батальона - 1 пулемётный батальон - 1 миномётный дивизион - 1 артиллерийский дивизион (20 76.2-мм пушек) - 36-я гвардейская стрелковая дивизия - 104-й гвардейский стрелковый полк - 106-й гвардейский стрелковый полк - 108-й гвардейский стрелковый полк - 65-й гвардейский артиллерийский полк - 29-я стрелковая дивизия - 106-й стрелковый полк - 128-й стрелковый полк - 302-й стрелковый полк - 77-й артиллерийский полк - 38-я стрелковая дивизия - 29-й стрелковый полк - 48-й стрелковый полк - 343-й стрелковый полк - 214-й артиллерийский полк - 157-я стрелковая дивизия - 384-й стрелковый полк - 633-й стрелковый полк - 716-й стрелковый полк - 422-й артиллерийский полк - 204-я стрелковая дивизия - 700-й стрелковый полк - 706-й стрелковый полк - 730-й стрелковый полк - 657-й артиллерийский полк - Приданы 64-й армии: - 66-я морская стрелковая бригада - 154-я морская стрелковая бригада - 20-я отдельная истребительная бригада (противотанковая) - Сводный курсантский полк Винницкого пехотного училища - 118-й укреплённый район - 13-я танковая бригада - 13-й танковый полк - 26-й механизированный полк - 56-я танковая бригада - Приданные части неизвестны - 28-й отдельный дивизион бронепоездов - 186-й истребительно-противотанковый артиллерийский полк - 500-й истребительно-противотанковый артиллерийский полк - 507-й истребительно-противотанковый артиллерийский полк - 665-й истребительно-противотанковый артиллерийский полк - 3-й гвардейский тяжелый миномётный полк (2 батальона отделены) - 90-й гвардейский миномётный полк - 91-й гвардейский миномётный полк - 622-й зенитный артиллерийский полк - 1261-й зенитный артиллерийский полк - 328-й отдельный инженерный батальон - 329-й отдельный инженерный батальон - 330-й отдельный инженерный батальон | - 8-я воздушная армия - 2-й смешанный авиационный корпус - 201-я истребительная авиационная дивизия - 235-я истребительная авиационная дивизия - 214-я штурмовая авиационная дивизия - Приданы 8-й ВА: - 206-я штурмовая авиационная дивизия - 226-я смешанная авиационная дивизия - 289-я смешанная авиационная дивизия - 270-я бомбардировочная авиационная дивизия - 272-я ночная бомбардировочная авиационная дивизия - 268-я истребительная авиационная дивизия - 287-я истребительная авиационная дивизия - 8-й разведывательный авиационный полк - 23-й смешанный авиационный полк - 282-й смешанный авиационный полк - 633-й смешанный авиационный полк - 655-й смешанный авиационный полк - 932-й смешанный авиационный полк - 678-й транспортный авиационный полк - 31-я (артиллерийская) корректировочная авиационная эскадрилья - 32-я (артиллерийская) корректировочная авиационная эскадрилья - 459-й зенитный артиллерийский полк - Сталинградский областной корпус ПВО - 73-й гвардейский зенитный артиллерийский полк - 748-й зенитный артиллерийский полк - 1077-й зенитный артиллерийский полк - 1079-й зенитный артиллерийский полк - 1080-й зенитный артиллерийский полк - 1082-й зенитный артиллерийский полк - 1083-й зенитный артиллерийский полк - 82-й отдельный зенитный артиллерийский дивизион - 106-й отдельный зенитный артиллерийский дивизион - 188-й отдельный зенитный артиллерийский дивизион - 267-й отдельный зенитный артиллерийский дивизион - 72-й отдельный дивизион бронепоездов - 122-й отдельный дивизион бронепоездов - 126-й отдельный дивизион бронепоездов - 132-й отдельный дивизион бронепоездов - 137-й отдельный дивизион бронепоездов - 141-й отдельный дивизион бронепоездов - 142-й отдельный дивизион бронепоездов - 181-й отдельный дивизион бронепоездов - 102-я истребительная авиационная дивизия ПВО - 572-й истребительный авиационный полк - 629-й истребительный авиационный полк - 652-й истребительный авиационный полк - 788-й истребительный авиационный полк - Волжская военная флотилия - Артиллерийские катера: «Усысклин» и «Чапаев» - 1-я бригада патрульных катеров - 2-я бригада патрульных катеров - Отдельная бригада тральщиков - Части, непосредственно подчинённые командованию Сталинградского фронта: - 300-я стрелковая дивизия - 1049-й стрелковый полк - 1051-й стрелковый полк - 1053-й стрелковый полк - 822-й артиллерийский полк - 2-я зенитная артиллерийская дивизия - 1069-й зенитный артиллерийский полк - 1086-й зенитный артиллерийский полк - 1113-й зенитный артиллерийский полк - 1117-й зенитный артиллерийский полк - Приданы Сталинградскому фронту: - 77-й укреплённый район - 115-й укреплённый район - 156-й укреплённый район - 85-я танковая бригада - 95-й танковый батальон - 205-й танковый батальон - 35-й отдельный танковый полк - 166-й отдельный танковый полк - 5-й гаубичный артиллерийский полк большой мощности - 498-й гаубичный артиллерийский полк - 123-й армейский артиллерийский полк - 1108-й пушечный артиллерийский полк - 398-й истребительно-противотанковый артиллерийский полк - 504-й истребительно-противотанковый артиллерийский полк - 2-й гвардейский миномётный полк - 400-й отдельный артиллерийский дивизион - 43-я инженерная бригада специального назначения - 19-я сапёрная бригада - 21-я сапёрная бригада - 17-й гвардейский батальон минёров - 44-й понтонный батальон - 47-й понтонный батальон - 103-й понтонный батальон - 107-й понтонный батальон - 119-й отдельный инженерный батальон - 240-й отдельный инженерный батальон - 1504-й отдельный сапёрный батальон |

### В разное время входили
- 21-я армия;
- 24-я армия;
- 28-я армия;
- 38-я армия;
- 51-я армия;
- 57-я армия;
- 62-я армия;
- 63-я армия;
- 64-я армия;
- 66-я армия;
- 1-я гвардейская армия;
- 2-я гвардейская армия;
- 1-я танковая армия;
- 4-я танковая армия;
- 8-я воздушная армия.[12]

#### Соединения фронтового подчинения
Стрелковые соединения
- 38-я стрелковая дивизия
- 131-я стрелковая дивизия
- 169-я стрелковая дивизия
- 196-я стрелковая дивизия
- 208-я стрелковая дивизия
- 223-я стрелковая дивизия
- 229-я стрелковая дивизия
- 244-я стрелковая дивизия
- 399-я стрелковая дивизия
- 77-й укреплённый район[12]

Артиллерия
- 281-й Гвардейский миномётный дивизион
- 56-й Гвардейский миномётный полк
- 76-й Гвардейский миномётный полк
- 457-й пушечный артиллерийский полк
- 594-й пушечный артиллерийский полк
- 416-й истребительно-противотанковый артиллерийский полк
- 493-й истребительно-противотанковый артиллерийский полк
- 502-й истребительно-противотанковый артиллерийский полк
- 1183-й истребительно-противотанковый артиллерийский полк
- 1257-й истребительно-противотанковый артиллерийский полк
- Отдельный миномётный полк (без номера)
- 400-й отдельный истребительно-противотанковый дивизион
- 47-й гвардейский миномётный полк (без 246-го дивизиона)
- 76-й гвардейский миномётный полк (без 346-го дивизиона)
- 79-й гвардейский миномётный полк
- 90-й гвардейский миномётный полк
- 209/18-й гвардейский миномётный полк
- 111/19-й гвардейский миномётный полк
- 275/51-й гвардейский миномётный полк
- 358/83-й гвардейский миномётный полк
- 226-й зенитный артиллерийский дивизион[12]

Бронетанковые и механизированные войска
- 2-й танковый корпус:
  - 26-я танковая бригада
  - 39-я танковая бригада
  - 99-я танковая бригада
  - 69-я танковая бригада
  - 254-я танковая бригада
  - 2-я мотострелковая бригада
- 6-я танковая бригада
- 12-я танковая бригада
- 84-я танковая бригада
- 133-я танковая бригада
- 135-я танковая бригада
- 163-я танковая бригада
- 188-я танковая бригада
- 189-я танковая бригада
- 36-й отдельный автобронетанковый батальон
- 37-й отдельный автобронетанковый батальон[12]

Инженерные войска
- 43-я инженерная бригада специального назначения
- 19-я саперная бригада
- 21-я саперная бригада
- 17-й гвардейский батальон минёров
- 44-й отдельный инженерный батальон[13]
- 56-й отдельный инженерный батальон
- 119-й отдельный инженерный батальон
- 241-й отдельный инженерный батальон
- 44-й понтонно-мостовой батальон
- 47-й понтонно-мостовой батальон
- 103-й понтонно-мостовой батальон
- 105-й понтонно-мостовой батальон
- 107-й понтонно-мостовой батальон
- 126-й понтонно-мостовой батальон
- 160-й понтонно-мостовой батальон
- 1504-й отдельный минно-сапёрный батальон[12]

Авиация
- 38-я подвижная авиационная ремонтная мастерская[14]

## Командование

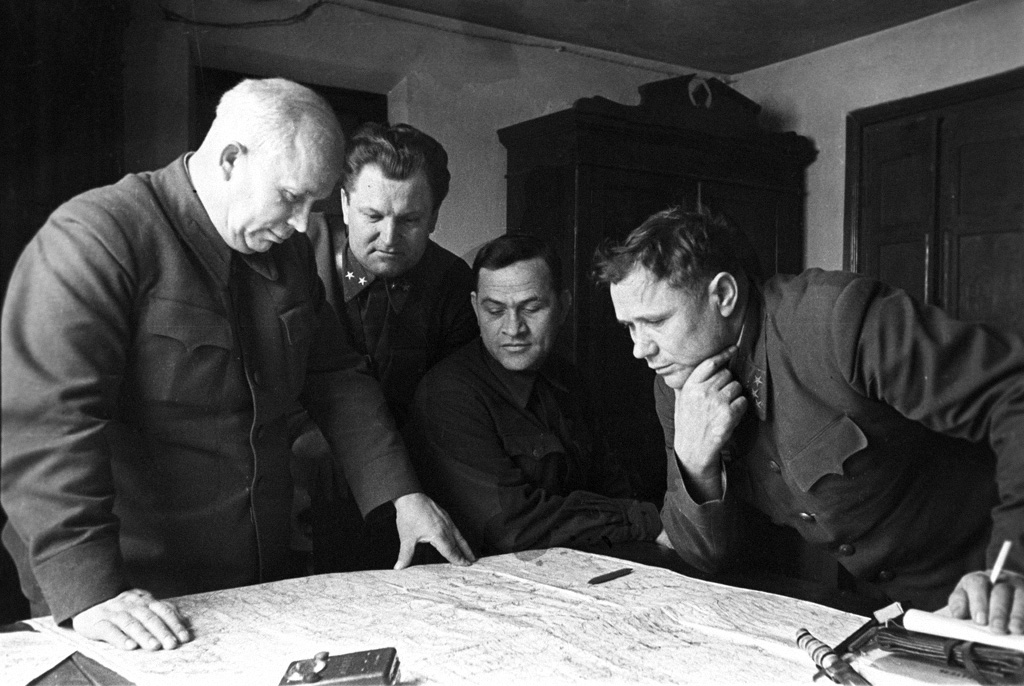
Секретарь КП(б) Украины, член ВС фронта Н. С. Хрущёв, член ВС фронта по тылу, генерал-майор А. И. Кириченко, 1-й секретарь Сталинградского обкома А. С. Чуянов, командующий Сталинградским фронтом, генерал А. И. Ерёменко, Сталинград, 1 декабря 1942 года.

### Командующие
- Тимошенко, Семён Константинович (12.07.1942 — 23.07.1942), маршал Советского Союза;
- Гордов, Василий Николаевич (23.07.1942 — 12.08.1942), генерал-лейтенант;
- Ерёменко, Андрей Иванович (13.08.1942 — 31.12.1942), генерал-полковник[15][16].

### Член Военного Совета
- Хрущёв, Никита Сергеевич (12.07.1942 — 31.12.1942), член Политбюро ЦК ВКП(б)[17][16];
- Чуянов, Алексей Семёнович (30.09.1942 — 31.12.1942), секретарь Сталинградского обкома ВКП(б) (второй член ВС)[7].

### Начальники штаба
- Бодин, Павел Иванович (12.07.1942 — 23.07.1942), генерал-лейтенант;
- Никишов, Дмитрий Никитич (24.07.1942 — 09.09.1942), генерал-майор;
- Коваленко, Кирилл Алексеевич (10.09.1942 — 30.09.1942), генерал-майор;
- Захаров, Георгий Фёдорович (30.09.1942 — 05.10.1942), генерал-майор;
- Варенников, Иван Семёнович (06.10.1942 — 31.12.1942), генерал-майор[16].

### Начальники политического управления
- Галаджев, Сергей Фёдорович (12.07.1942 — 30.09.1942), дивизионный комиссар;
- Доронин, Павел Иванович (01.10.1942 — 31.12.1942), бригадный комиссар, с 6.12.1942 генерал-майор[18].

### Начальники артиллерии
- Гусаков Александр Алексеевич (июль — октябрь 1942), полковник.
- Матвеев Виктор Николаевич (октябрь 1942 — 31.12.1942), генерал-майор артиллерии[19].

### Командующие бронетанковыми и механизированными войсками фронт
- Генерал-лейтенант танковых войск Штевнёв Андрей Дмитриевич (12.07 — 30.09.1942),
- Генерал-майор танковых войск Новиков Николай Александрович (30.09. — 31.12.1942).

### Начальник инженерных войск
- Прошляков, Алексей Иванович (август — октябрь 1942), военинженер 1-го ранга.